# 小拉祖欽
49°45′35″N 26°26′39″E / 49.75972°N 26.44417°E
小拉祖欽（烏克蘭語：Малий Лазучин）是位於烏克蘭西部的村莊，由赫梅利尼茨基州裡赫梅利尼茨基區的泰奧菲波爾市鎮負責管轄。該村始建於1420年，面積1.24平方公里，海拔高度279米，2001年人口189。